# Le Thoureil
Le Thoureil ist eine Ortschaft und eine Commune déléguée in der französischen Gemeinde Gennes-Val-de-Loire mit 409 Einwohnern (Stand 1. Januar 2022) im Département Maine-et-Loire in der Region Pays de la Loire.  Die Einwohner werden Thoureillais genannt.
Mit Wirkung vom 1. Januar 2016 wurden die Gemeinden Chênehutte-Trèves-Cunault, Gennes, Grézillé, Saint-Georges-des-Sept-Voies und Le Thoureil zu einer Commune nouvelle mit dem Namen Gennes-Val-de-Loire zusammengelegt. Die Gemeinde Le Thoureil gehörte zum Arrondissement Saumur und zum Kanton Doué-la-Fontaine.
Le Thoureil liegt etwa 25 Kilometer ostsüdöstlich von Angers an der Loire.

## Bevölkerungsentwicklung
| Jahr                       | 1962 | 1968 | 1975 | 1982 | 1990 | 1999 | 2008 | 2013 |
| Einwohner                  | 377  | 365  | 347  | 359  | 355  | 360  | 410  | 444  |
| Quellen: Cassini und INSEE |      |      |      |      |      |      |      |      |

## Sehenswürdigkeiten
- Zahlreiche Dolmen und Menhire
- Kirche Saint-Genulf, seit 1905/1914 Monument historique
- Kirche Saint-Gervais-et-Saint-Protais in Bessé, seit 1964 Monument historique
- Abtei Saint-Maur de Glanfeuil, seit 1958/1979/1996 Monument historique

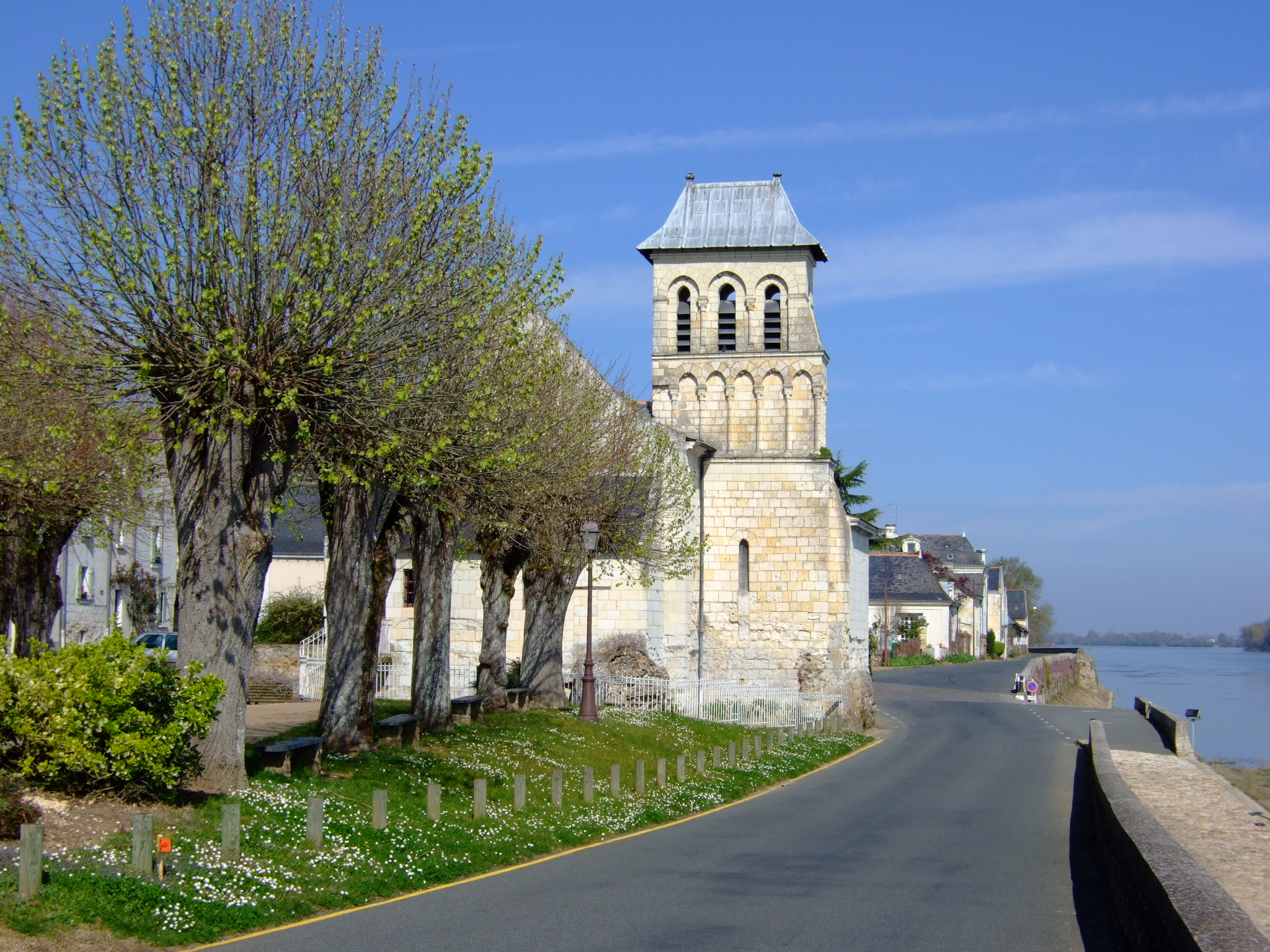
Kirche Saint-Genulf
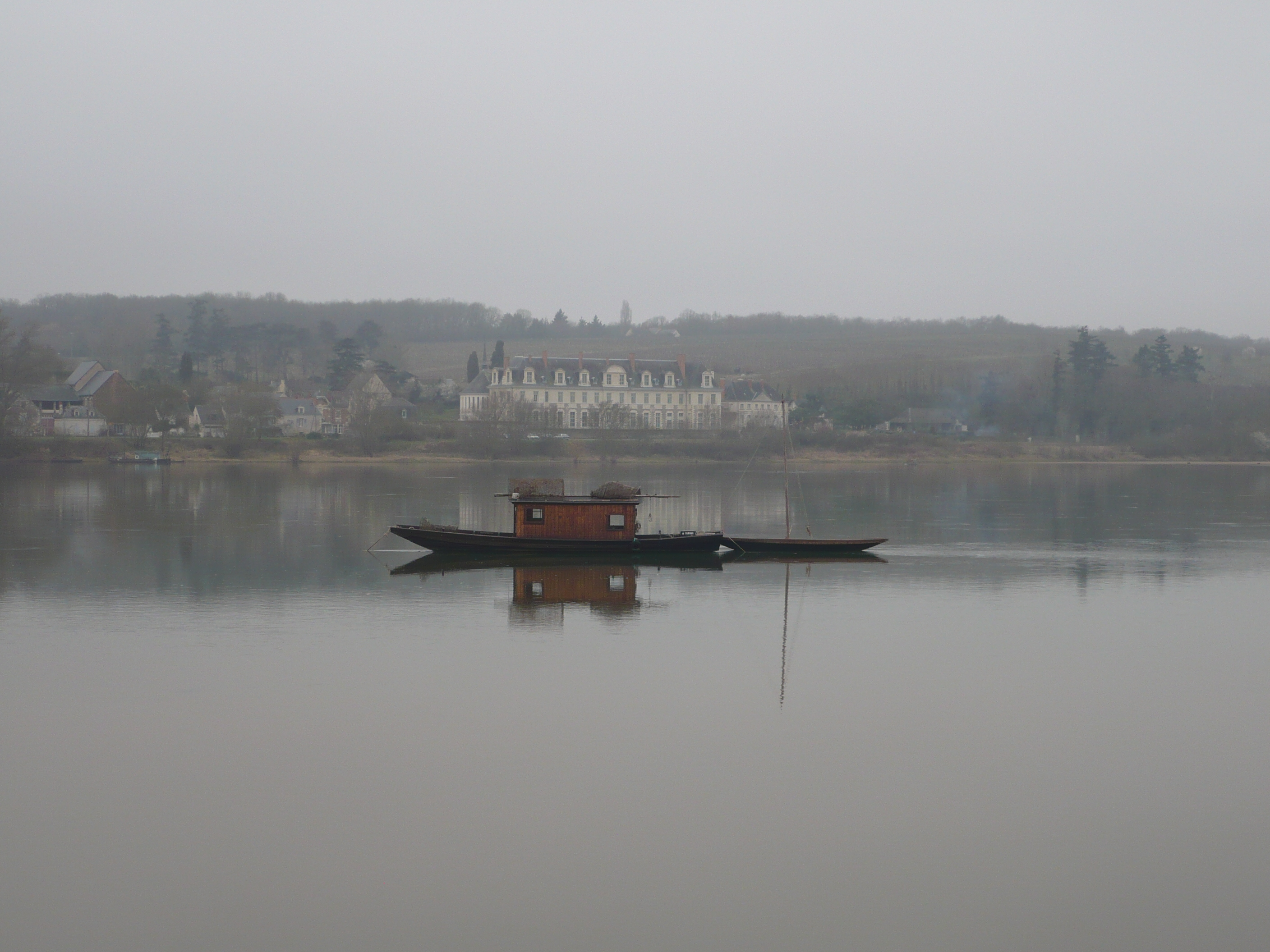
Kloster Saint-Maur
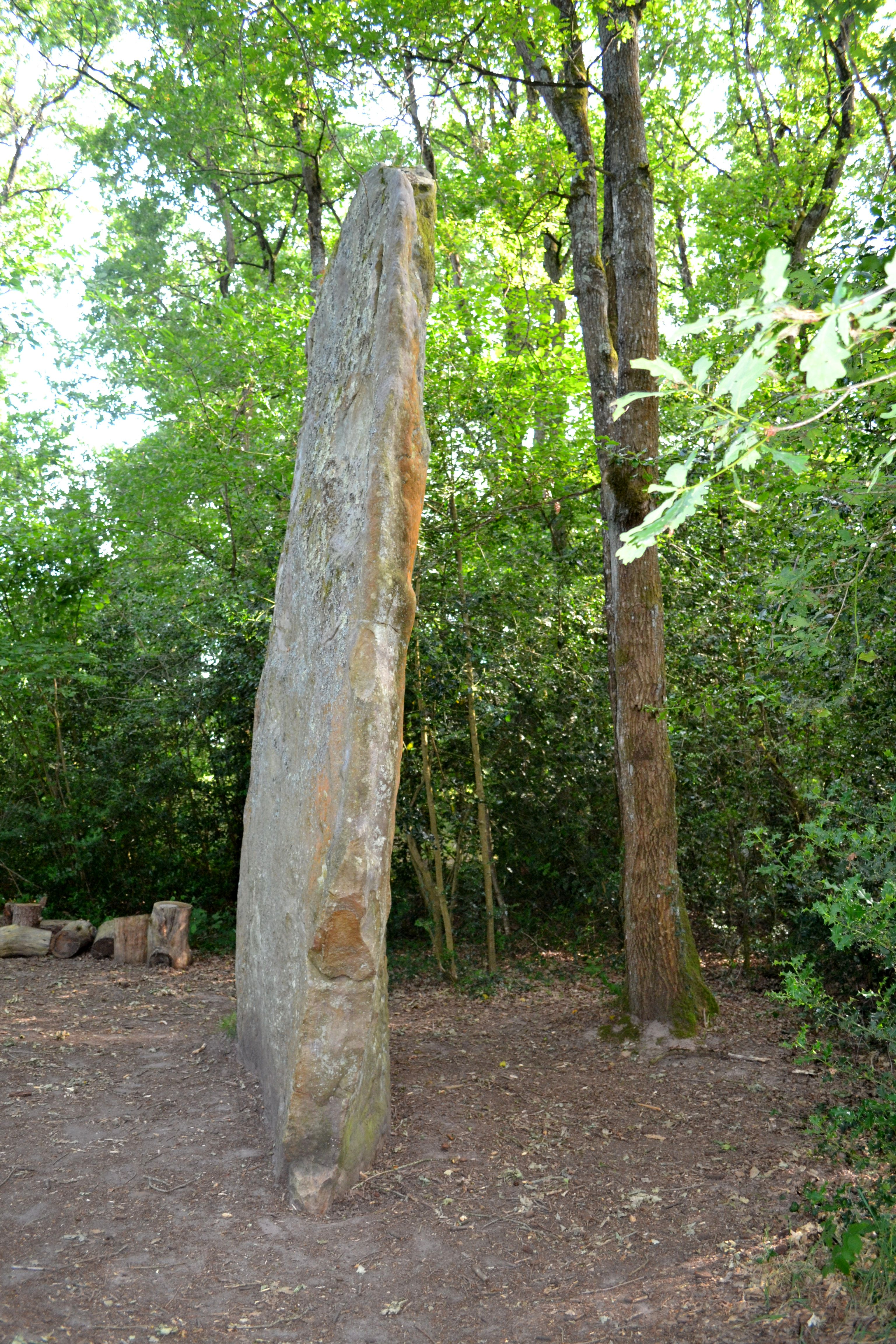
Menhir de la Filoussiére
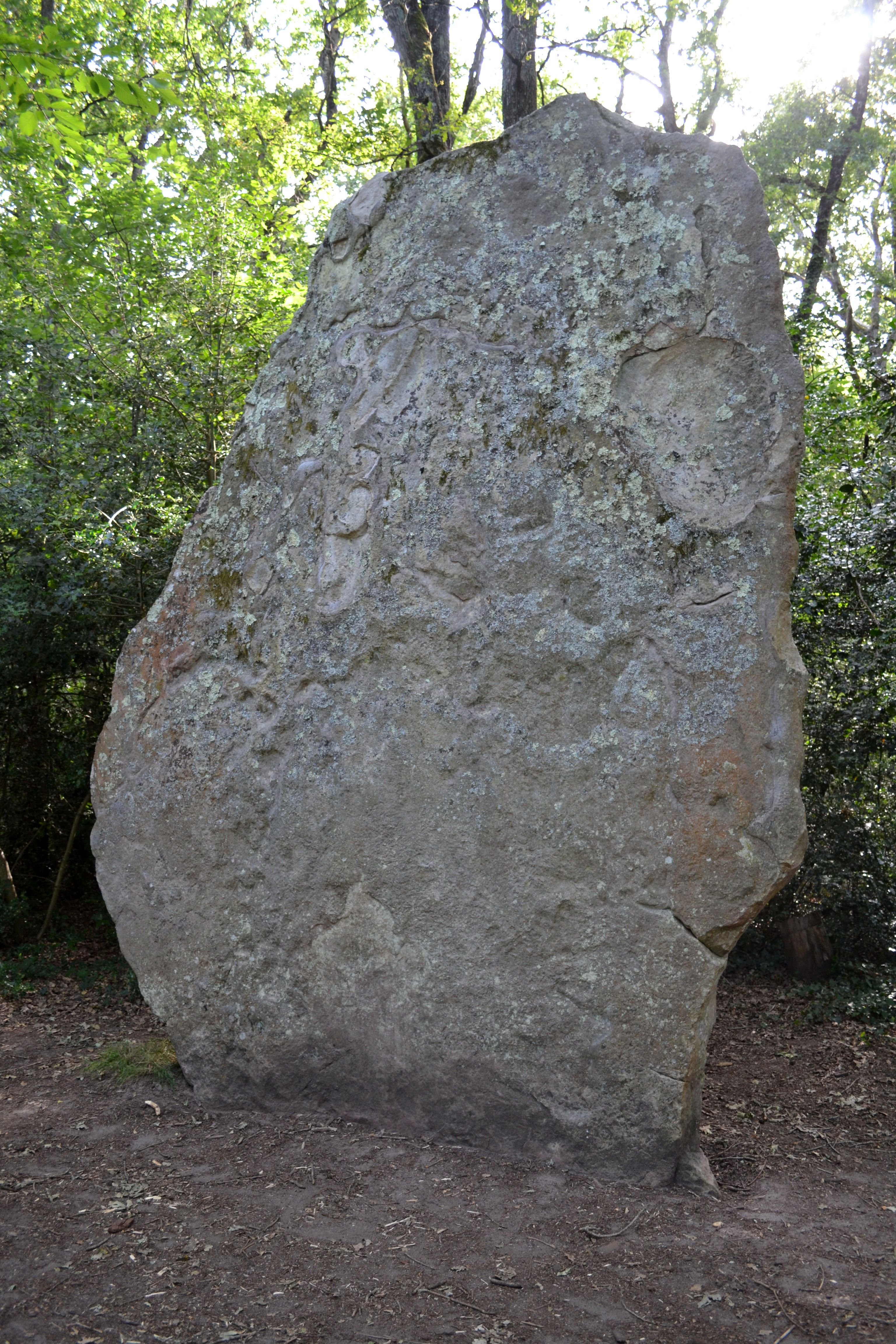
Menhir de la Filoussiére
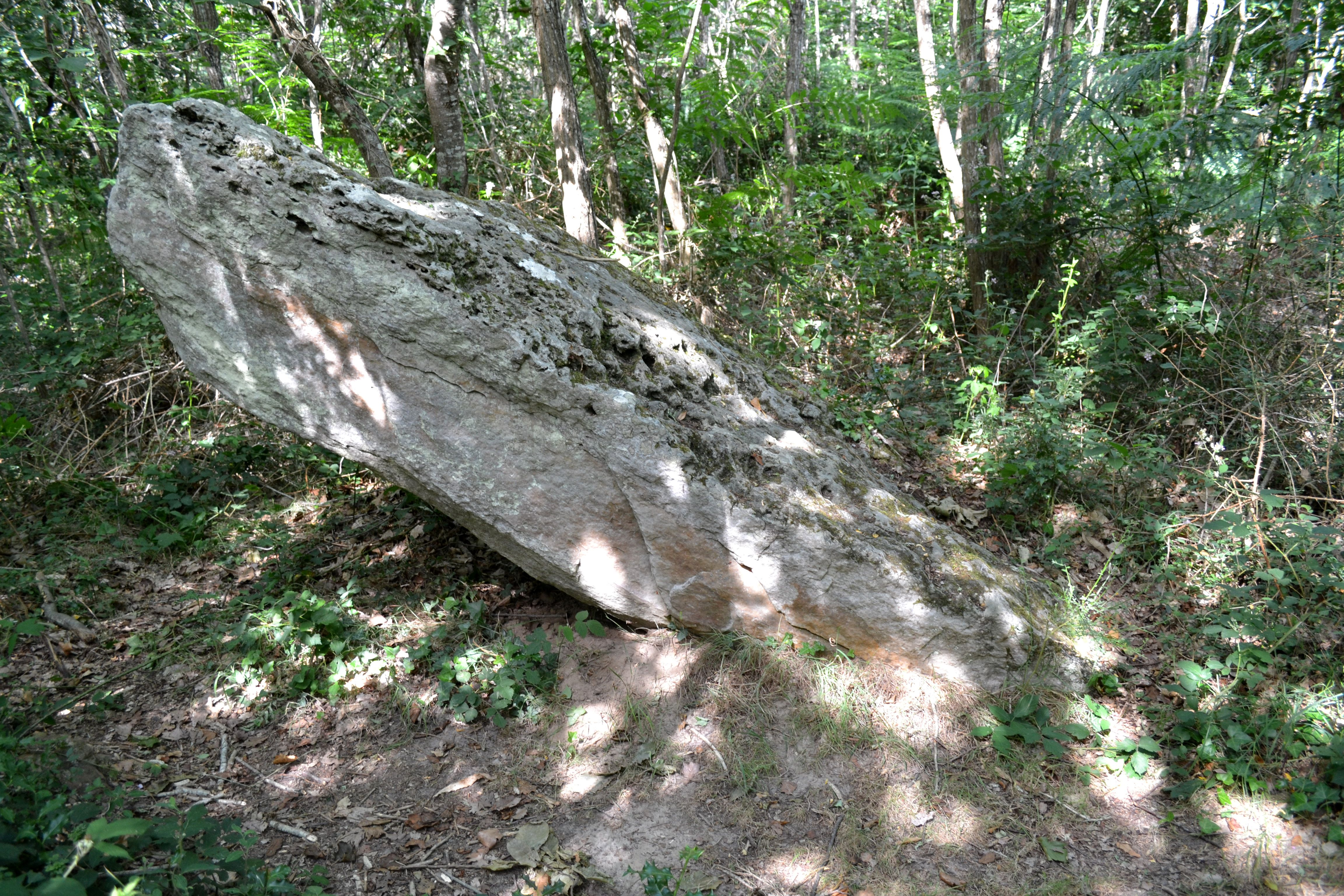
Menhir Pierre longue de Nézan